# شهيرة (فلم)
شهيرة  فيلم دراما مصري للمخرج عدلي خليل  عام 1975 عن قصة وحوار الروائي سعد مكاوي وسيناريو مصطفى كامل. الفيلم من بطولة ناهد شريف، نور الشريف، عماد حمدي، أحمد مظهر، صلاح قابيل، وصلاح السعدني  وتدور الأحداث حول كمال الشاب الذي يذهب من قريته إلى القاهرة لدراسة الآداب في ثلاثينيات القرن 20 ويكتب المسرحيات الشعرية وهو يطمع في تقديمها من خلال فرقة شهيرة المسرحية، ويتقرب لبطلة الفرقة ولكن حبها للمسرح كان يفوق أي حب آخر.  
صدر الفيلم إلى دور العرض المصرية في 22 ديسمبر 1975، وعرض بدار سينما ريفولى بالقاهرة  وحقق إيراد مقداره 6349 جنيها  خلال الثلاثة أسابيع الأولى.
منح موقع قاعدة بيانات الأفلام العربية «السينما.كوم» الفيلم درجة 4.9/ 10.

## طاقم التمثيل
ناهد شريف: في دور شهيرة (صاحبة أكبر فرقة مسرحية)
نور الشريف: في دور كمال علي مسعود (طالب الآداب والشاعر المتميز)
صلاح السعدني: في دور صبري (الشاب العابث وصديق كمال)
أحمد مظهر: في دور حسين (ابن عم كمال وعضو مجلس النواب)
عماد حمدي: في دور فهمي باشا (الثري وممول مسرح شهيرة)
صلاح قابيل: في دور الأسطى سلامة (عامل بالعنابر)
عزيزة راشد: في دور فردوس (ممثلة في مسرح شهيرة وشقيقة سلامة)
فاروق نجيب: في دور أبو الفضل (عامل في مسرح شهيرة وجاسوس الباشا)
نادية الكيلاني: في دور انهار (ممثلة تقع في حب كمال)
تغريد البشبيشي: في دور زينب راضي (ممثلة تهوى الشعر)
أحمد شكري: في دور أنور (ممثل في مسرح شهيرة)
إسكندر منسي: في دور مسافر القطار
خديجة محمود: في دور خادمة شهيرة
بالاشتراك مع: أحمد حسين – سمير كمال – أميرة فؤاد – منى عبد الله – جلال المصري – رأفت ناجي – بهاء عبد الحميد – مصطفى الشامي – صالح الإسكندراني.

## أحداث الفيلم
يسافر كمال علي مسعود (نور الشريف) وصبري (صلاح السعدني) من المنصورة للدراسة بالقاهرة وهناك يحاول كمال أثناء دراسته بمدرسة الآداب كتابة المسرحيات الشعرية ليقدمها إلى الممثلة المسرحية شهيرة (ناهد شريف) بينما ينغمس صلاح في اللهو ومصادقة بنات الليل. شهيرة هي صاحبة فرقة مسرحية ذائعة الصيت وتعتمد في تمويل الفرقة على الثري المسن فهمي باشا (عماد حمدي) العاشق الولهان لشهيرة والذي يغدق عليها الأموال وأيضا يغدق على أبو الفضل (فاروق نجيب) العامل بمسرح شهيرة ليأتيه بما يعرفه ويشاهده من تصرفات شهيرة. يشاهد أبو الفضل ما يجري بين شهيرة وهي في أحضان أنور (أحمد شكري)، بطل مسرحيات شهيرة، ويسارع بإبلاغ الباشا. يواجه فهمي باشا حبيبته شهيرة بعلاقتها بأنور ولكنها ترفض وصايته عليها وهو الذي يرفض أن يتزوجها ويكتفي بامتلاكها. ينتهي كمال من كتابة مسرحيته وترفض شهيرة مقابلته، ويلجأ كمال إلى ابن عمه حسين (أحمد مظهر)، عضو مجلس النواب، لمساعدته لتقديم مسرحيته لشهيرة. يصطحب حسين ابن عمه كمال لمقابلة زينب راضي (تغريد البشبيشي) التي تستمع لشعره كما تستمع أيضاً الممثلة أنهار (نادية الكيلاني) وتعجب بما يقرأه كمال وتقترح عليه تقديمها لشهيرة. يتمكن كمال من تقديم مسرحيته عن طريق فردوس (عزيزة راشد) شقيقة الأسطى سلامة (صلاح قابيل) عامل العنابر. تحاول الممثلة أنهار التقرب من كمال ولكنه يرفض تقبيلها وعندما تصطحبه لبيتها يرفض معاشرتها وهو يذكر فشله في لقاء قديم مع واحدة من بنات الليل. تقتنع شهيرة بمسرحية كمال الشعرية «الرقص في المعبد» ويحدث تقارب عاطفي بين كمال وشهيرة مما يغضب فهمي باشا الذي يستمر في الضغط عليها للبعد عن كمال بعد تخلصه من الممثل أنور. تتطور علاقة الحب بين كمال وشهيرة التي تمنحه شقة فاخرة بينما يستمر أبو الفضل في التجسس على شهيرة لصالح فهمي باشا الذي يقوم بمؤامرة للزج بكمال وراء القضبان بتهمة سياسية وزرع قنبلة بجوار مدرسة. يتم القبض على كمال وتعذيبه للإعتراف بتهمة لم يرتكبها ولكن لا تثبت عليه التهمة ويخرج ليغير أفكاره وأيضا مسرحيته لتصبح من بطولة فلاحة مصرية تدفع قريتها للثورة. يقدم مسرح شهيرة العمل المسرحي لكمال في شكل فرعوني، وقبل الافتتاح يقتل سلامة في مظاهرة ومع هذا تقوم فردوس دورها بالرقص في المسرحية التي تناصر الشعب وتهاجم الحاكم الظالم. تنجح المسرحية ولكن فهمي باشا، الذي يساند حكومة «صدقي» والقصر الملكي، يدفع الحكومة لوقف المسرحية وغلق مسرح شهيرة. تحزن شهيرة وترفض أحلام كمال وتتصل بفهمي باشا لتواعده وتتعهد بالتخلص من كل من يزعج الباشا لتعود علاقتهم لسابق عهدها. تحاول شهيرة التوفيق بين حبها لكمال ومصلحتها مع فهمي باشا ويتم افتتاح المسرح مرة أخرى بمسرحية ليست من تأليف كمال الذي يجر شهيرة ويستمر في عمله المساند للشارع والشعب.

## وصلات خارجية
- مقالات تستعمل روابط فنية بلا صلة مع ويكي بيانات
- شهيرة على موقع الدهليز
- شهيرة على موقع كاروهات